# Megasoma pachecoi
Megasoma pachecoi Cartwright, 1963 è un coleottero appartenente alla famiglia degli Scarabeidi, endemico del Messico.

## Descrizione

### Adulto
Presentano la forma base di tutti i Megasoma, compreso il pronunciato corno cefalico che in questa specie è biforcuto all'estremità. Non è di grandi dimensioni: i maschi più grandi, non superano i 60 mm di lunghezza, ma comunque possiede corna ben sviluppate di cui il cefalico è biforcato all'estremità. Il dimorfismo sessuale è evidente con i maschi che presentano corna cefaliche vistose, mentre le femmine ne sono sprovviste. Sia i maschi che le femmine presentano una livrea molto lucida.

### Larva
Le larve sono più piccole di quelle delle altre specie di Megasoma ma in linea con quelle delle altre specie presenti negli Stati Uniti. Infatti le più grandi non superano i 7 cm di lunghezza. La forma delle larve è a "C" (melolonthoidi), il corpo è bianco con una fila di forellini chitinosi lungo i fianchi che le servono per respirare nel terreno. La testa e le zampe sono sclerificate per facilitare il movimento nel terreno, dove la larva si nutre di materia organica in decomposizione. Lo stadio larvale dura tra 1 e 2 anni.

## Biologia
Questi scarabei sono di abitudini prettamente notturne e viene spesso attratto dalle luci artificiali. Il periodo di apparizione comprende tutto l'anno di conseguenza questi insetti si nutrono anche nella fase di vita adulta ma se durante lo stadio di vita adulta si nutrono della linfa degli alberi di latifoglie, durante lo stadio larvale si nutrono esclusivamente di materia organica in decomposizione nel terreno.

## Distribuzione e habitat
Condivide gli stessi territori di Megasoma occidentalis. È infatti reperibile nei boschi di alberi di latifoglie presenti nel solo Messico.